# 3685 Derdenye
3685 Derdenye је астероид главног астероидног појаса. Приближан пречник астероида је 10,17 ,
а средња удаљеност астероида од Сунца износи 2,665 астрономских јединица (АЈ).
Инклинација (нагиб) орбите у односу на раван еклиптике је 15,120 степени, а орбитални период износи 1589,285 дана (4,351 године). Ексцентрицитет орбите астероида износи 0,175.
Апсолутна магнитуда астероида износи 13,30 а геометријски албедо 0,081.
Астероид је откривен 1. марта 1981. године.